# Record du monde de natation dames du 200 mètres brasse
Progression du record du monde de natation sportive dames pour l'épreuve du 200 mètres brasse en bassin de 50 et 25 mètres.

## Bassin de50 mètres
Légende : les mentions « s, d ou f » éventuellement placées entre parenthèses après la nature de la compétition signifient respectivement que le record a été battu au cours d’une série, d’une demi-finale ou d’une finale.
| Temps            | Athlète                    | Naissance | Âge | Nationalité          | Compétition                       | Lieu            | Date              |
| ---------------- | -------------------------- | --------- | --- | -------------------- | --------------------------------- | --------------- | ----------------- |
| 2 min 46 s 4     | Ada den Haan               |           |     | Pays-Bas             |                                   | Naarden         | 13 novembre 1956  |
| 2 min 52 s 5 (y) | Ada den Haan               |           |     | Pays-Bas             |                                   | Blackpool       | 18 mai 1957       |
| 2 min 51 s 9     | Ada den Haan               |           |     | Pays-Bas             |                                   | Rhenen          | 3 août 1957       |
| 2 min 51 s 3     | Ada den Haan               |           |     | Pays-Bas             |                                   | Rhenen          | 4 août 1957       |
| 2 min 50 s 3     | Anita Lonsbrough           |           |     | Royaume-Uni          |                                   | Waalwijk        | 25 juillet 1959   |
| 2 min 50 s 2     | Wiltrud Urselmann          |           |     | Allemagne de l'Ouest |                                   | Aix-la-Chapelle | 6 juin 1960       |
| 2 min 49 s 5     | Anita Lonsbrough           |           |     | Royaume-Uni          | Jeux olympiques                   | Rome            | 27 août 1960      |
| 2 min 48 s 0     | Karin Beyer                |           |     | Allemagne de l'Est   |                                   | Budapest        | 5 août 1961       |
| 2 min 47 s 7 (y) | Galina Prozoumenchtchikova |           |     | Union soviétique     |                                   | Blackpool       | 11 avril 1964     |
| 2 min 45 s 4     | Galina Prozoumenchtchikova |           |     | Union soviétique     |                                   | Berlin          | 17 mai 1964       |
| 2 min 45 s 3     | Galina Prozoumenchtchikova |           |     | Union soviétique     |                                   | Groningen       | 12 septembre 1964 |
| 2 min 40 s 8     | Galina Prozoumenchtchikova |           |     | Union soviétique     |                                   | Utrecht         | 22 août 1966      |
| 2 min 40 s 5     | Catie Ball                 |           |     | États-Unis           |                                   | Santa Clara     | 9 septembre 1967  |
| 2 min 39 s 5     | Catie Ball                 |           |     | États-Unis           |                                   | Philadelphie    | 20 août 1967      |
| 2 min 38 s 5     | Catie Ball                 |           |     | États-Unis           |                                   | Los Angeles     | 26 août 1968      |
| 2 min 37 s 89    | Anne-Katrin Schott         |           |     | Allemagne de l'Est   |                                   | Rostock         | 6 juillet 1974    |
| 2 min 37 s 44    | Karla Linke                |           |     | Allemagne de l'Est   | Championnats d'Europe             | Vienne          | 19 août 1974      |
| 2 min 34 s 99    | Karla Linke                |           |     | Allemagne de l'Est   | Championnats d'Europe             | Vienne          | 19 août 1974      |
| 2 min 33 s 35    | Marina Koshevaia           |           |     | Union soviétique     | Jeux olympiques                   | Montréal        | 21 juillet 1976   |
| 2 min 33 s 32    | Ioulia Bogdanova           |           |     | Union soviétique     |                                   | Leningrad       | 7 avril 1978      |
| 2 min 33 s 11    | Lina Kačiušytė             |           |     | Union soviétique     | Championnats du monde             | Berlin-Ouest    | 24 août 1978      |
| 2 min 31 s 42    | Lina Kačiušytė             |           |     | Union soviétique     | Championnats du monde             | Berlin-Ouest    | 24 août 1978      |
| 2 min 31 s 09    | Svetlana Varganova         |           |     | Union soviétique     |                                   | Minsk           | 30 mars 1979      |
| 2 min 28 s 36    | Lina Kačiušytė             |           |     | Union soviétique     | Duel Allemagne de l'Est           | Potsdam         | 6 avril 1979      |
| 2 min 28 s 33    | Silke Hörner               | 1965      | 20  | Allemagne de l'Est   | Championnats d'Allemagne de l'Est | Leipzig         | 5 juin 1985       |
| 2 min 28 s 20    | Sylvia Gerasch             | 1969      | 17  | Allemagne de l'Est   | URSS Duel                         | Leningrad       | 1er mars 1986     |
| 2 min 27 s 40    | Silke Hörner               | 1965      | 21  | Allemagne de l'Est   | Championnats du monde             | Madrid          | 18 août 1986      |
| 2 min 27 s 27    | Allison Higson             |           |     | Canada               | Championnats du Canada            | Montréal        | 28 mai 1988       |
| 2 min 26 s 71    | Silke Hörner               | 1965      | 23  | Allemagne de l'Est   | Jeux olympiques                   | Séoul           | 21 septembre 1988 |
| 2 min 25 s 92    | Anita Nall                 | 1976      | 16  | États-Unis           | Championnats États-Unis (s)       | Indianapolis    | 2 mars 1992       |
| 2 min 25 s 35    | Anita Nall                 | 1976      | 16  | États-Unis           | Championnats États-Unis (f)       | Indianapolis    | 2 mars 1992       |
| 2 min 24 s 76    | Rebecca Brown              | 1978      | 16  | Australie            | Championnats d'Australie          | Brisbane        | 16 mars 1994      |
| 2 min 24 s 69    | Penelope Heyns             | 1974      | 25  | Afrique du Sud       | Janet Evans invitation (s)        | Los Angeles     | 17 juillet 1999   |
| 2 min 24 s 51    | Penelope Heyns             | 1974      | 25  | Afrique du Sud       | Janet Evans invitation (f)        | Los Angeles     | 17 juillet 1999   |
| 2 min 24 s 42    | Penelope Heyns             | 1974      | 25  | Afrique du Sud       | Championnats pan-pacifiques (d)   | Sydney          | 26 août 1999      |
| 2 min 23 s 64    | Penelope Heyns             | 1974      | 25  | Afrique du Sud       | Championnats pan-pacifiques (f)   | Sydney          | 27 août 1999      |
| 2 min 23 s 02    | Qi Hui                     | 1985      | 16  | Chine                | Championnats de Chine             | Hangzhou        | 16 avril 2001     |
| 2 min 23 s 02    | Amanda Beard               | 1981      | 22  | États-Unis           | Championnats du monde (f)         | Barcelone       | 25 juillet 2003   |
| 2 min 22 s 96    | Leisel Jones               | 1985      | 19  | Australie            | Telstra swimming grand prix       | Brisbane        | 10 juillet 2004   |
| 2 min 22 s 44    | Amanda Beard               | 1981      | 23  | États-Unis           | Sélections olympiques (f)         | Long Beach      | 12 juillet 2004   |
| 2 min 21 s 72    | Leisel Jones               | 1985      | 20  | Australie            | Championnats du monde (f)         | Montréal        | 29 juillet 2005   |
| 2 min 21 s 54    | Leisel Jones               | 1985      | 21  | Australie            | Commonwealth trials (f)           | Melbourne       | 1er février 2006  |
| 2 min 20 s 22    | Rebecca Soni               | 1987      | 21  | États-Unis           | Jeux olympiques (f)               | Pékin           | 15 août 2008      |
| 2 min 20 s 12    | Annamay Pierse             | 1983      | 25  | Canada               | Championnats du monde (d)         | Rome            | 30 juillet 2009   |
| 2 min 20 s 00    | Rebecca Soni               | 1987      | 25  | États-Unis           | Jeux olympiques (d)               | Londres         | 1er août 2012     |
| 2 min 19 s 59    | Rebecca Soni               | 1987      | 25  | États-Unis           | Jeux olympiques (f)               | Londres         | 2 août 2012       |
| 2 min 19 s 11    | Rikke Møller Pedersen      | 1989      | 24  | Danemark             | Championnats du monde (d)         | Barcelone       | 1er août 2013     |
| 2 min 18 s 95    | Tatjana Schoenmaker        | 1997      | 24  | Afrique du Sud       | Jeux olympiques (f)               | Tokyo           | 30 juillet 2021   |
| 2 min 17 s 55    | Evgeniia Chikunova         | 2004      | 18  | Russie               | Championnats de Russie (f)        | Kazan           | 21 avril 2023     |

## Bassin de25 mètres
Légende : les mentions « s, d ou f » éventuellement placées entre parenthèses après la nature de la compétition signifient respectivement que le record a été battu au cours d’une série, d’une demi-finale ou d’une finale.
| Temps         | Athlète        | Naissance | Âge | Nationalité        | Compétition                | Lieu                 | Date             |
| ------------- | -------------- | --------- | --- | ------------------ | -------------------------- | -------------------- | ---------------- |
| 2 min 32 s42  | Linke          |           |     | Allemagne de l'Est |                            | Rostock              | 21 février 1976  |
| -----         |                |           |     |                    |                            |                      |                  |
| 2 min 27 s 54 | Lina Kačiušytė |           |     | Union soviétique   |                            |                      |                  |
| 2 min 27 s 32 | Tracy Caulkins | 1963      | 18  | États-Unis         | Meeting Arena (f)          | Boulogne-Billancourt | 1981             |
| -----         |                |           |     |                    |                            |                      |                  |
| 2 min 26 s 17 | Ute Geweniger  |           |     | Allemagne de l'Est |                            |                      | 1982             |
| -----         |                |           |     |                    |                            |                      |                  |
| 2 min 22 s 89 | Guohong Dai    |           |     | Chine              |                            |                      | 1993             |
| 2 min 21 s 99 | Guohong Dai    |           |     | Chine              |                            |                      | 1993             |
| 2 min 20 s 85 | Samantha Riley | 1972      | 23  | Australie          |                            |                      | 1995             |
| 2 min 20 s 22 | Masami Tanaka  | 1984      | 15  | Japon              |                            | Hong Kong            | 2 avril 1999     |
| 2 min 19 s 25 | Qi Hui         | 1985      | 16  | Chine              | Coupe du monde (f)         | Paris                | janvier 2001     |
| 2 min 18 s 86 | Qi Hui         | 1985      | 17  | Chine              | Coupe du monde (f)         | Shanghai             | 2 décembre 2002  |
| 2 min 17 s 75 | Leisel Jones   | 1985      | 18  | Australie          | Coupe du monde (f)         | Melbourne            | 2003             |
| 2 min 17 s 50 | Annamay Pierse | 1983      | 25  | Canada             | Championnats du Canada     | Toronto              | 14 mars 2009     |
| 2 min 16 s 83 | Annamay Pierse | 1983      | 26  | Canada             | Grand Prix britannique (f) | Leeds                | 7 août 2009      |
| 2 min 15 s 42 | Leisel Jones   | 1985      | 24  | Australie          | Coupe du monde (f)         | Berlin               | 15 novembre 2009 |
| 2 min 14 s 57 | Rebecca Soni   | 1987      | 22  | États-Unis         | Duel in the pool           | Manchester           | 18 décembre 2009 |

## 200 yards brasse
| Temps         | Athlète       | Naissance | Âge | Nationalité                                | Compétition                            | Lieu          | Date             |
| ------------- | ------------- | --------- | --- | ------------------------------------------ | -------------------------------------- | ------------- | ---------------- |
| 2 min 07 s 66 | Kristy Kowal  | 1978      | 21  | États-Unis Georgia                         | Championnats NCAA (f)                  |               | 19 mars 1999     |
| 2 min 07 s 36 | Tara Kirk     | 1982      | 20  | États-Unis Stanford                        | Championnats NCAA                      | Austin        | 23 mars 2002     |
| 2 min 07 s 13 | Tara Kirk     | 1982      | 22  | États-Unis Stanford                        | Pac 10                                 | Belmont Plaza | 28 février 2004  |
| 2 min 05 s 43 | Tara Kirk     | 1982      | 24  | États-Unis Unattached - Stanford           | Championnats des États-Unis d'Amérique | Austin        | 4 mars 2006      |
| 2 min 04 s 75 | Rebecca Soni  | 1987      | 22  | États-Unis Université de Californie du Sud | Pacific 10 championship                | Federal Way   | 28 février 2009  |
| 2 min 04 s 48 | Breeja Larson | 1992      | 20  | États-Unis Texas A&M                       | Phill Hansel invit. (s)                | Houston       | 17 novembre 2012 |
| 2 min 04 s 34 | Emma Reaney   | 1992      | 22  | États-Unis Notre Dame                      | ACC championship                       | Greensboro    | 22 février 2014  |
| 2 min 04 s 06 | Emma Reaney   | 1992      | 22  | États-Unis Notre Dame                      | Championnats NCAA                      | Minneapolis   | 22 mars 2014     |